# دنیای اسپایس
دنیای اسپایس (انگلیسی: Spice World) یک فیلم کمدی موزیکال بریتانیایی به کارگردانی باب اسپیرز و نویسندگی کیم فولر محصول سال ۱۹۹۷ است. در این فیلم گروه دخترانه موسیقی پاپ اسپایس گرلز را به نمایش گذاشته و بازیگران در نقش خود بازی می‌کنند. این فیلم –مانند فیلم شب‌زنده‌داری با بزن و بکوب ساخته بیتلز – مجموعه‌ای از وقایع خیالی منتهی به یک کنسرت بزرگ در رویال آلبرت هال لندن را توصیف می‌کند، که با سکانس‌های رؤیایی و فلاش بک و همچنین لحظات فراواقع‌گرایی همراه است؛ و جنبه‌های طنز را دارد.

## داستان
گروه معروف موسیقی پاپ " The Spice Girls" با اتوبوس دوطبقه گردشگری در حال چرخیدن در لندن می‌باشند و در این بین ماجراهای متفاوتی برای آنها پیش می‌آید و برای طرفدارانشان کارهایی انجام می‌دهند …

## حواشی

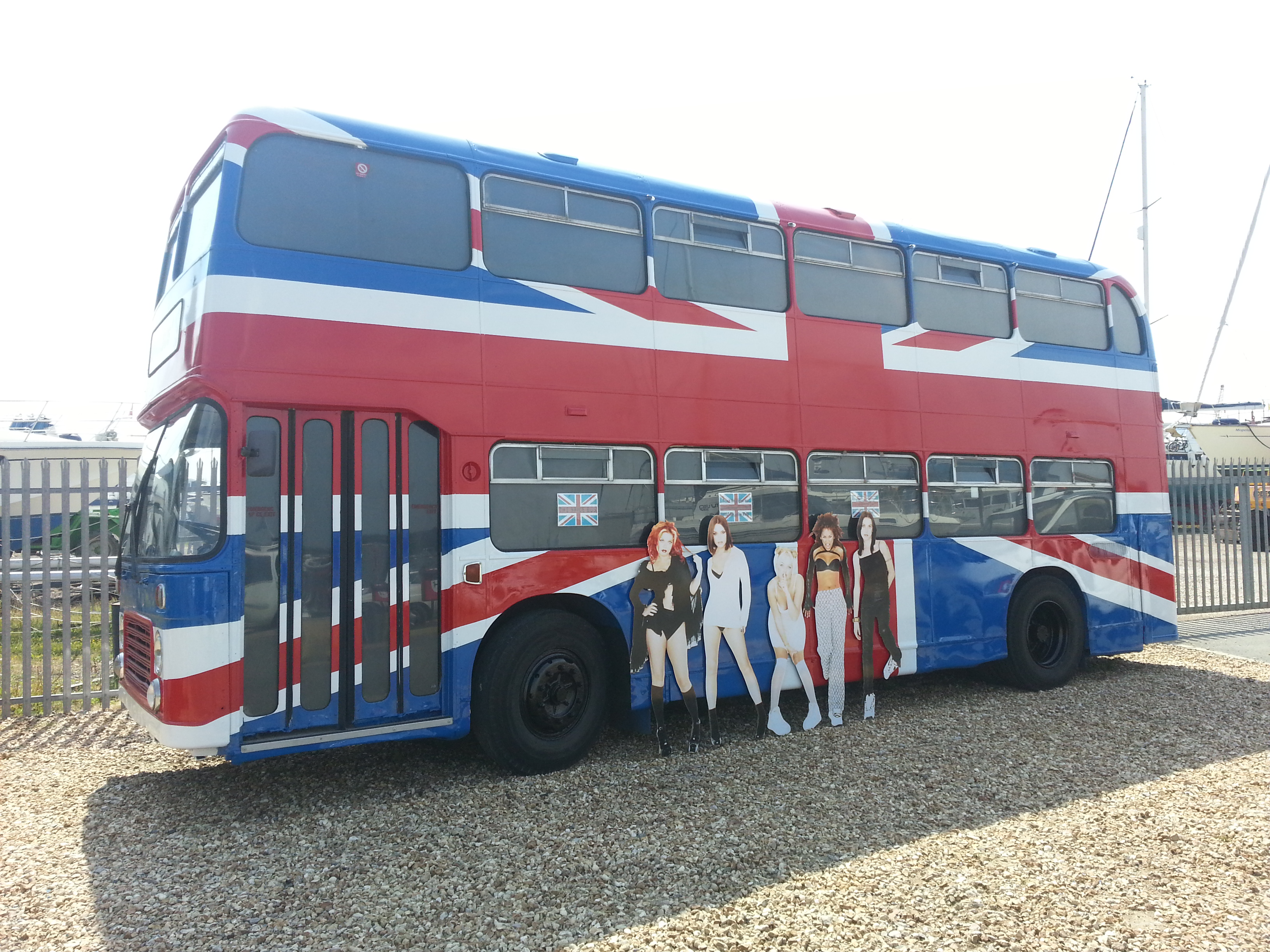
اتوبوس مورد استفاده در فیلم

این فیلم گرچه مورد بازبینی منفی قرار می‌گیرد، اما بسیاری از آنها که در زمان اکران خود از طرفداران جوان تر موسیقی پاپ بودند، از آن به یاد می‌آورند. این فیلم به عنوان فرقه در نظر گرفته می‌شود، و آن را فیلمی درخشان، حتی شاهکاری از ژانر تقلیدی می‌داند که هم سیستم ستاره ای و هم کلیشه‌های سینما را مسخره می‌کند، در حالی که بسیاری از چشم‌اندازها را به فرهنگ عامه پسند آن زمان می‌بخشد.
در ۱۸ ژوئیه ۲۰۱۴، اتوبوس مورد استفاده در این فیلم در جزیره بندرگاه جزیره، در جزیره وایت انگلیس به نمایش دائمی گذاشته شد.